# Michael Persinger
Pour les articles homonymes, voir Persinger.
Michael A. Persinger, né le 26 juin 1945 et mort le 14 août 2018, est un chercheur en neurosciences cognitives et professeur d'université américain naturalisé canadien. Il travaille à l'Université Laurentienne (Canada) à partir de 1971.
Le travail expérimental de Persinger a été médiatisé,,, mais a également été critiqué,,,. Il a notamment utilisé dans ses expériences un équipement appelé casque de dieu.

## Biographie
Michael Persinger est né à Jacksonville en Floride. Il passe la majorité de son enfance en Virginie au Maryland et au Wisconsin. Il étudie au Collège Carroll de 1963 à 1964, et obtient son diplôme à l'université du Wisconsin à Madison en 1967. Il obtient sa maîtrise en psychologie physiologique de l’université du Tennessee et son doctorat en 1971 de l'université du Manitoba.

## Recherches et travaux académiques
La majorité de ses travaux portent sur les ressemblances qui existent entre les sciences dans le but d’intégrer les concepts fondamentaux des multiples branches scientifiques. Il organise le programme en neurosciences compartementales à l’université Laurentienne à Sudbury en Ontario. Programme qui devient l’un des premiers à intégrer des matières comme la chimie, la biologie et la psychologie.

### Recherches en parapsychologie
Michael Persinger publie des rapports sur les bases de la communication télépathique entre des pairs de sujets testés en laboratoires,. Il publie également ses observations sur l’augmentation de la précision de la visualisation à distance grâce à un procédé d’Ingo Swann. Ce procédé nommé “Remote Viewing” consiste à rechercher des impressions à propos d’une cible placée à distance ou ne pouvant être vue, à l’aide de procédés paranormal de la perception. Cette recherche est effectuée auprès de 40 participants momentanément aveugles. Leurs réponses sont testées selon leur corrélation entre les dessins fait par Swann et la localisation perçue. Les sujets sont également testés selon un procédé complexe de champs magnétiques mesuré tout autour de leur tête selon un système à huit canaux.
En 2010, Michael Persinger (et al.) publie un rapport de ses travaux communs avec le médium Sean Harribance. Il y rapporte que la précision évaluée selon la clairvoyance « à l’aveugle » de M. Harribance, est corrélée avec des profils spécifiques d'électroencéphalographie quantitative, en congruence avec l’activité mesurée dans le lobe temporal gauche et droit de celui-ci. Les résultats démontrent que les talents exceptionnels, auparavant attribués à des sources aberrantes, sont des variations de la dynamique normale du cortex cérébral associées à l’intuition. Ils peuvent également inclure des changements discrets dans l’énergie environnante.

### Recherches en neurothéologie
Au cours des années 1980, Michael Persinger stimule artificiellement les lobes temporaux des individus grâce à un faible champ magnétique afin de voir s’il est possible d’induire un état d’expérience religieuse. Il stipule que le champ magnétique pourrait produire l’impression d’une perception d’une présence éthérée à l’intérieur de la pièce. Le seul autre article publié à ce sujet, par un groupe de chercheur suédois qui tentent de reproduire l’expérience, ne parvient pas à reproduire les effets. Ils en arrivent donc à la conclusion que ce que les sujets rapportent de l’expérience est en réalité corrélé avec les caractéristiques de leur personnalités et leur suggestibilité.
En réponse, Michael Persinger publie deux autres écrits. Le premier donne les raisons qui expliquent pourquoi les chercheurs suédois ne sont pas parvenus à reproduire les résultats. La raison primaire étant qu’il s’agit d’une erreur de programmation de l’ordinateur. Le deuxième article (apparu dans le International Journal of Neuroscience), publié en réponse à l’analyse effectuée par le groupe de chercheur suédois de 19 de ses expériences, conclut qu’il s’agit bien de la configuration magnétique, et non de la suggestibilité des sujets, qui est responsable de la perception d’une présence éthérée à l’intérieur de la pièce.
Cette recherche reçue une grande couverture médiatique, incluant une visite du laboratoire de Persinger par Susan Blackmore et Richard Dawkins, rapportant respectivement des résultats positifs et négatifs. Dawkins rapporte avoir ressentit une variété de petits effets (comme la relaxation, des sensations internes, etc.), alors que Blackmore[9] rapporte “L’une des expériences les plus extraordinaire” qu’elle ait jamais vécue. 
Michael Persinger contribue également à la recherche sur le miracle du soleil de Fátima (avec 2 publications) et sur d’autres apparitions supposément martiennes. Il propose la théorie que la stimulation du lobe temporal cérébral pourrait actuellement être la cause des phénomènes d’apparitions extra-terrestres. Il croit que le contenu religieux de telles expériences peut être le résultat d’obsessions à des sujets religieux et à un manque d’éducation chez certains sujets.

### Théorie de la tension tectonique (Tectonic Strain Theory TST)
Michael Persinger a attiré l’attention du public, en 1975, avec sa théorie de la tension tectonique (Tectonic Strain Theory TST) où la façon dont les variables géophysiques peuvent être corrélées avec les observations des objets volants non identifiés (OVNI). Selon lui, les tensions à l’intérieur de la croûte terrestre, près des failles sismiques, produisent des champs électromagnétiques intenses, créant ainsi des corps de lumière que certains interprètent comme étant des OVNI brillants. Il avance également que les champs électromagnétiques créés par la croûte terrestre peuvent générer des hallucinations dans le lobe temporal, basées sur des images générées par la culture populaire, comme des engins extra-terrestres, des êtres, des créatures ou des communications avec elles. En Royaumes-Unis, Paul Devereux, préconise une variante géophysique semblable à la théorie de la tension tectonique (TST), la théorie des lumières terrestres (Earthlights Theory). Toutefois, contrairement à Persinger, Devereaux restreint les effets d’un tel phénomène à l’environnement immédiat des failles sismiques. La théorie de Devereaux diverge également de celle de Persinger en considérant la tribuloluminescence (propriété des corps qui deviennent lumineux par frottement ou à la suite d'un choc), comme étant une explication sans doute plus probable que la piézoélectricité pour expliquer l’apparition d’OVNI. Devereaux, au contraire de Persinger, ne penses pas que le phénomène des failles sismiques puisse créer des hallucinations. Il propose une hypothèse plus radicale selon laquelle les lumières terrestres (Earthlights) possèderaient une intelligence propre qui leur permettrait de lire les pensées de ceux qui les observe.
Les chercheurs spécialistes de la question des OVNI critiquent la théorie de la tension tectonique (TST). Même s’il est vrai que l’observation de petites lumières diffusent pendant (et parfois avant et après) de très grands tremblements de terre, pourrait donner un peu de crédibilité à quelques parties de la théorie de la tension tectonique (TST) et de la théorie des lumières terrestres (Earthligts theory), ils questionnent grandement la capacité des failles sismiques de produire des effets lumineux et des hallucinations lors de conditions beaucoup moins intenses. Néanmoins, même des critiques de la théorie de la tension tectonique (TST) comme Rutowski, pensent qu’elle pourrait apporter quelques explications à un petit pourcentage de phénomènes d’OVNI. Même s’ils doutent qu’ils pourront un jour offrir une théorie capable d’expliquer la grande majorité des cas d’OVNI encore irrésolus. D’autres chercheurs spécialisés dans le problème des OVNIs (surtout au Royaume-Uni), croient que cette interprétation très limitée de la théorie de la tension tectonique (TST) peut être remise en question par le regroupement des rapports d'OVNIS dans les zones sujettes à des failles sismiques (telle que la région au nord de la Grande-Bretagne). Tout en reconnaissant les inconvénients de la théorie de Persinger, ils estiment que les versions modifiées de celle-ci peuvent représenter une proportion importante des “vrais rapports” sur les OVNIs.